# Hmelj
Hmelj (lat. Humulus lupulus) je višegodišnja samonikla biljka iz porodice Cannabaceae. U narodu je još poznat i pod sledećim imenima: blust, hmelina, hmeljevina, kudilice, kuk, kuke, melika, melj, meljevina, miljevina.
Uzgaja se već od 8. veka, a prve zabeleške o hmelju potiču od arapskog lekara Mesue iz 7. veka n.e. koji je za čišćenje krvi preporučivao sirup od hmelja. Danas je u upotrebi samo gajen hmelj. Gaji se kod nas i u drugim zemljama, u velikim količinama pretežno za potrebe pivara.

## Obeležja
Hmelj je trajna samonikla i vrlo razgranjena biljka penjačica koja se penje po grmlju i drveću 3 do 8 m visoko. Najčešće deluje kao korov, jer se javlja i raste uz druge biljke. Za hmelj u kulturi izgrađuju se posebne armature. Hmelj je dvogodišnja biljka koja se penjući uvija nadesno.
Listovi i izdanci su hrapavi. Listovi su s peteljkom, naspramni, trokrpasti i petokrpast i na ivici testerasto nazubljeni. Cvetovi su žućkasto-zelene boje. Prašnički cvetovi razvijaju se u visećim metlicama na muškim biljkama, a ženski se cvetovi razvijaju u resama na ženskim biljkama.
Iz ženskih cvetova razvijene šišarke su jajastog oblika, viseće i takođe žućkasto-zelene boje. Šišarke predstavljaju plod. Plod je jajast, lagan i dugačak 3–4 cm, širok oko 2 cm. Šišarke hmelja imaju jak aromatičan miris, u većim količinama gotovo omamljujući, ukus je aromatičan, grize, veoma je gorak i trpak. Plodovi listići su takođe jajasti, tanki, spolja žuto-zelenkaste boje dok je unutrašnja površina ljusaka žućkaste do crvenkaste boje, prestavlja žlezdastu tvorevinu koja hmelju daje karakteristično gorak ukus. 
Kulturni oblici hmelja razvijaju se bez oplodnje, tj. vegetativnim putem. Na mestu semena razmnožavaju se žlezdaste dlake pa kod istresanja šišarki ispada žuti prah, nazvan lupulin. Lupulin ima oko 50% smole i eteričnog ulja, tanina, voska i sl. Osim njega u sebi sadrži kalijumove soli, tanine, pektine. Bere se u septembru sredinom sunčanih dana i zahteva brzo sušenje na promaji ili u zagrejanim sušarama. Kada je hmelj pravilno i dobro osušen treba da ima lepu zelenu boju. Smola lupulina konzerviše pivo sprečavajući razvoj mlečno-kiselinskih bakterija, etarsko ulje mu daje prijatan miris, gorke materije gorčinu, a tanin ga bistri taložeći belančevine ječmenog slada.

## Stanište i rasprostranjenost
Predeo iz kog potiče je Istočna Evropa. Najbolje uspeva na plodnim zemljištima, dobre strukture, povoljnog vodo-vazdušnog režima, slabo kisele do neutralne reakcije. Takva zemljišta su černozemi i aluvijalna zemljišta. Nivo podzemne vode ne bi trebalo da prelaziti 1,5 m do površine zemljišta.

## Uzgoj

### Agroekološki uslovi za gajenje hmelja
Temperatura - vegetacija počinje kada se temperatura podigne na oko 5 °C. Niže temperature od 7 °C u aprilu i 11 °C u maju nepovoljno utiču na rast i razvoj hmelja, visoke temperature utiču na bujniji porast i smanjenje prinosa. U vreme cvetanja (jul i avgust) pogodne su temperature od oko 20 - 22 °C.
Svetlost - pri izboru površina za podizanje hmeljarnika potrebno je voditi računa o tome da zasadi budu izloženi suncu i prema mogućnosti s blagim nagibom. Pravilnom orijentacijom redova (sever-jug), optimalnim sklopom i međurednim razmakom moguće je osigurati bolje korištenje svetlosti, nastojeći sve to prilagoditi određenom kultivaru.
Voda - hmelj nema velike potrebe za vodom iako mu je u vreme oblikovanja zaperaka i cvetanja potrebno osigurati dovoljno vlage. U sušnom periodu potrebno je navodnjavati. Važno je da relativna vlažnost vazduha bude između 70 - 80%.

### Agrotehnika za proizvodnju hmelja
Obrada zemljišta - odmah nakon žetve vrši se pliće oranje na desetak centimetara dubine. Ako se sadnja vrši u jesen odmah nakon oranja, zemljište se tanjira i ravna, kao i priprema za sadnju. Ako se sadnja vrši u proleće, zemljište se ostavlja u gruboj brazdi, pa se pred kraj zime brazda zatvara i pred sadnju se vrši priprema zemljišta za sadnju. Ako se sadnja obavlja u jame, tada se u jesen kopaju jame duboke oko 60 cm.
Đubrenje - koristi stajsko đubrivo i mineralna đubriva azota, fosfora i kalijuma. U zavisnosti od sadržaja kalcijuma u zemljištu i reakcije zemljišta, potrebno je dati odgovarajuću količinu kreča. Ako se sadnja vrši u jesen, polovina mineralnih đubriva zaorava se u letnjom, a druga polovina u dubokom jesenjem oranju. Đubrenje hmeljarnika treba obavljati svake godine, a količina đubriva zavisi o tome koliko je đubriva dodano u meliorativnoj đubrenju, o trenutnoj plodnosti zemljišta, godini gajenja i planiranom prinosu.
Sadnja hmelja - broj biljaka po hektaru zavisi o sortimentu, zemljištu i klimatskim uslovima. Vegetacioni prostor po biljci zavisi od međurednog razmaka i razmaka biljaka u redu. Bolje je koristiti veće razmake između redova, kako bi se omogućila primena potrebne mehanizacije. Hmelj se može saditi u jesen (oktobar) i u proleće (kraj marta - početak aprila). Kopaju se jame duboke oko 25 cm i široke 25 – 30 cm. Na dno jame stavlja se sloj komposta ili dobro razgrađenog stajskog đubriva, zatim sloj plodne rastresite zemlje i postavlja se jedna ili dve sadnice (sade se ukoso, a ako se stavlja jedna, onda se postavlja uspravno). Vršni pupoljak treba biti 10 cm ispod površine zemljišta. Oko sadnice se napravi zdeličasto udubljenje u kome se skuplja voda.
Berba hmelja - za berbu sazreva u drugoj polovini avgusta. Bere se u tehnološkoj zrelosti. Tada su šišarke zlatno-žute boje s bledim uzdužnim prugama, elastične su, a pod pritiskom prstiju šušte i lepe se za prste. Berba se može obaviti ručno i mašinama.
Sušenje hmelja - obrane šišarke imaju oko 80% vode, zato ih treba sušiti u posebnim sušarama za hmelj. Osušeni hmelj ima oko 8% vode, zatim se ostavi da se ohladi, pri čemu se njegova vlažnost poveća na 10% zbog kontakta sa vazduhom. Presuje se u bale težine oko 50 kg. Prinos hmelja kreće se oko 2 000 - 2 500 kg/ha.

## Hemijski sastav
Šišarke, odnosno brašno koje se istresa iz njih sadrži tanine (humulo-taninska kiselina), pektinske materije, kalijumove soli, trimetil-amine, alfa i beta hmeljnu gorku kiselinu, kao i najvažniji sastojak lupulin. Lipulin sadrži oko 50% smole i etarskog ulja, voska, tanina, nekih baznih jedinjenja i dr.
Etarsko ulje je vrlo aromatično i lako. Ulje se sastoji uglavnom od mircena, humulena i kariofilena. Ima i estara mircenola sa valerijanskom, sirćetnom i maslačnom kiselinom. Staro i pokvareno ulje ima neprijatan miris na pokvaren sir i staru valerijanu zbog oslobođene valerijaniske kiseline. Mircen je alifatski terpen. Miriše na ružu.
Smola se sastoji iz humulona i lupulona, dve kristalne, vrlo gorke supstance.
Brašno hmelja, osim toga verovatno sadrži morfinu sličnu bazu i jedan alkaloid.

## Upotreba i lekovito dejstvo
Zbog gorkih sastojaka u šišarkama hmelja imaju svojstvo amare, odnosno koriste se kod problema sa želucem i crevima, kao i za povećanje apetita. Pa se zbog toga preporučuje kod dijareja, bolesti nervoznih creva, crevnih grčeva i nadutosti.
Valerijanska kiselina i gorki sastojci u kombinaciji sa eteričnim uljem deluju sedativno, tj, deluje umirujuće na nervni sistem. Dovodi do smanjenja nemira, smanjenja ubrzanog rada srca. Olakšava nervozu, nemir, stres, podstiče san i jaca živce. Interesantno je reći da jastuci koji su punjeni hmeljom obezbeđuju dobar san i pomažu protiv nesanice. Zbog te osobine se u nekim zemljama jastuci i dušeci pune hmeljom u bolnicama za nervne bolesti.
Hmelj deluje i na jako izlučivanje mokraće, što nema samo povoljan utjecaj na smanjenje skupljanja vode u telu, to svojstvo izlučivanja ima naravno i lekoviti uticaj kod svih oboljenja od gihta i reumatizma.
Baktericidno delovanje u toj lekovitoj biljci je u svom antiseptičkom delovanju gotovo 500 puta tako jako kao poznata karbolna voda. Iako je hmelj priznat kao lekovita biljka, ipak mogu nastati i negativne posledice njegovom pogrešnom upotrebom. Kod prekoračenja doza kao i dugotrajnom primenom može nastati omamljenost u glavi, teškoće u želucu. Takođe, u većoj meri hmelj izaziva trovanje koje se manifestuje kroz gađenje, povraćanje, glavobolju, usporavanje cirkulacije i slično.
Klinički eksperimenti u pogledu beta hmeljne kiseline - lupulona, pokazali su nova saznanja. Lupulon, deluje na uništenje tuberkuloznih bacila. Budući da je sadržaj otrova koncentrisanog lupulon mali, može se primeniti u obliku želatinoznih kapsula kod tuberkuloznih pojava.
Proizvodnja piva je najčešći vid upotrebe hmelja. Kuva se sa sladovinom kako bi gorke i aromatske materije prešle u slad, a belančevine se izdvajaju u krupne pahulje koje se postepeno talože i sladovina bistri, nakon čega se ova smeša kuva u svrhu stabilizacije. Sa dodatkom hmelja postiže se njegova ekstrakcija koja utiče na kvalitet piva (ukus, biološku stabilnost, penu). Kuvanje sladovine traje obično 1,5-2 h. Hmelj se nakon kuvanja odvaja od sladovine.

## Literatura
- Prof.dr.sc. M. Gagro; Industrijsko i krmno bilje; Zagreb, 1998.
- Prof.dr.sc. Mladen Jurišić; AGRO-BASE CD
- Lee W. Janson, PhD, Brew Chem 101, Storey Publishing;  0-88266-940-0 (paperback, 1996)

## Spoljašnje veze
- Umiruje nerve i jača živce
- Izrada piva
- Plants for a Future: Humulus lupulus